# Rift Valley Railways Consortium
 (novembre 2015).
La Rift Valley Railways Consortium était une société privée créée pour exploiter les chemins de fer appartenant aux États du Kenya et de l'Ouganda.
Le consortium a obtenu la concession de l'exploitation pour une durée de 25 ans en 2005. Il prenait en charge les anciens réseaux des Kenya Railways Corporation et de l'Ouganda Railways Corporation, essentiellement constitués par la ligne principale aujourd'hui centenaire du fameux Kenya Uganda Railway, qui relie le port kényan de Mombasa, sur les rives de l'océan Indien, à Nairobi et se faufile ensuite à travers la vallée du Rift pour atteindre Kisumu sur les rives du Lac Victoria.
Le RVVC payait une somme annuelle de 1 million de dollars pour assurer le trafic voyageur sur le seul réseau kényan.
Rift valley railways consortium était une branche de Sheltam Trade Close Corporation, elle-même filiale de la société sud-africaine STCC qui exploitait déjà d'autres réseaux africains. Les partenaires minoritaires du consortium étaient également sud-africains : Kenya's prime fuels (15 %), le holding "tanzanien" Mirambo (10 %), la Comazar (10 %) et l'institut CDIO (4 %).
Le consortium prévoyait d'investir raisonnablement dans le chemin de fer afin de le remettre à niveau et d'augmenter son efficacité tout en diminuant le personnel. Le but etait de générer une augmentation du trafic annuelle de l'ordre de 11,1 % dans chaque pays.
La prise en charge des anciens réseaux des KR et URC, initialement prévue au 1er aout 2006, a été reportée au 1er novembre 2006.
Le Kenya et l'Ouganda ont finalement mis fin à leurs contrats avec RVR à la mi-2017, le contrôle de leurs réseaux ferroviaires nationaux revenant respectivement à la Kenya Railways Corporation et à la Uganda Railways Corporation.